# Platyulus audouinianus
Platyulus audouinianus är en mångfotingart som beskrevs av Carl Ludwig Koch 1844. Platyulus audouinianus ingår i släktet Platyulus och familjen koppardubbelfotingar. Inga underarter finns listade i Catalogue of Life.